# リチャード・ティトマス
リチャード・ティトマス（Richard Titmuss、1907年 - 1973年）はイギリスの社会学者、社会政策学者、およびその教育者である。ロンドン・スクール・オブ・エコノミクス(LSE)教授（1950-1973）。1940年代、社会学の派生でしかなかった社会行政学(Social Administration)を、より科学的で広義に社会に適用できうる形で再編を行い、社会政策学(Social Policy)へと発展させた。彼の社会や人々に対する学問的考察は第二次世界大戦後のイギリス型福祉国家建設、特にNational Health Service| (NHS; 公的医療制度)の制度設計に決定的な影響を与えた。

## 研究
ティトマスの主な関心分野は人間の社会における行動である。彼は公的サービス設計における基本は「ニーズ」に対応することであり、「ニーズ」は人種・収入・階級などよりも優先されるべきだと主張した。これをニーズによる「積極的差別」という。

## 生涯
ウェールズのベッドフォードシャー生れ。1925年、18歳で火災保険を取り扱う会社に見習いとして働き始める。

## 著書

### 単著
- Poverty and Population: A Factual Study of Contemporary Social Waste, (Macmillan, 1938).
- Birth, Poverty and Wealth: A Study of Infant Mortality, (Hamish Hamilton Medical Books, 1943).
- Problems of Social Policy, (Longmans, Green, 1950).
- The Social Division of Welfare, (Liverpool University press, 1956).
- Essays on "the Welfare State", (Allen and Unwin, 1958, 2nd ed., 1963, 3rd ed., 1976).

谷昌恒訳『福祉国家の理想と現実』（東京大学出版会, 1967年）
- Income Distribution and Social Change: A Study in Criticism, (Allen & Unwin, 1962).
- Choice and "the Welfare State", (Fabian Society, 1967).
- Commitment to Welfare, (Allen and Unwin, 1968, 2nd ed., 1976).

三浦文夫監訳『社会福祉と社会保障――新しい福祉をめざして』（東京大学出版会, 1971年）
- The Gift Relationship: from Human Blood to Social Policy, (Allen and Unwin, 1970).
- Social Policy: An Introduction, (Allen and Unwin, 1974).

三友雅夫監訳『社会福祉政策』（恒星社厚生閣, 1981年）

### 共著
- Our Food Problem: A Study of National Security, with F. Le Gros Clark, (Penguin Books, 1939).
- Parents Revolt: A Study of the Declining Birth-rate in Acquisitive Societies, with Kathleen Titmuss, (Secker and Warburg, 1942).
- The Cost of the National Health Service in England and Wales, with Brian Abel-Smith, (Cambridge University Press, 1956).
- Social Policies and Population Growth in Mauritius: Report to the Governor of Mauritius, with Brian Abel-Smith, (Cass, 1968).

## トリビア
ティトマスが生涯在籍したLSEにはティトマスの功績を讃えて、the Richard Titmuss Professor（ティトマス記念教授）という教授職がある。2009年現在、Julian Le Grandがこの職についている。Le Grandもティトマスと同じようにブレア政権やブラウン政権において、上級政策顧問として社会保障や社会福祉関連で活躍している。ただしLe Grandの主張はティトマスとは異なり、マーケットによる医療資源の配分や金銭的インセンティブに基づく人々の行動を重視している。